# Salomon de Brosse

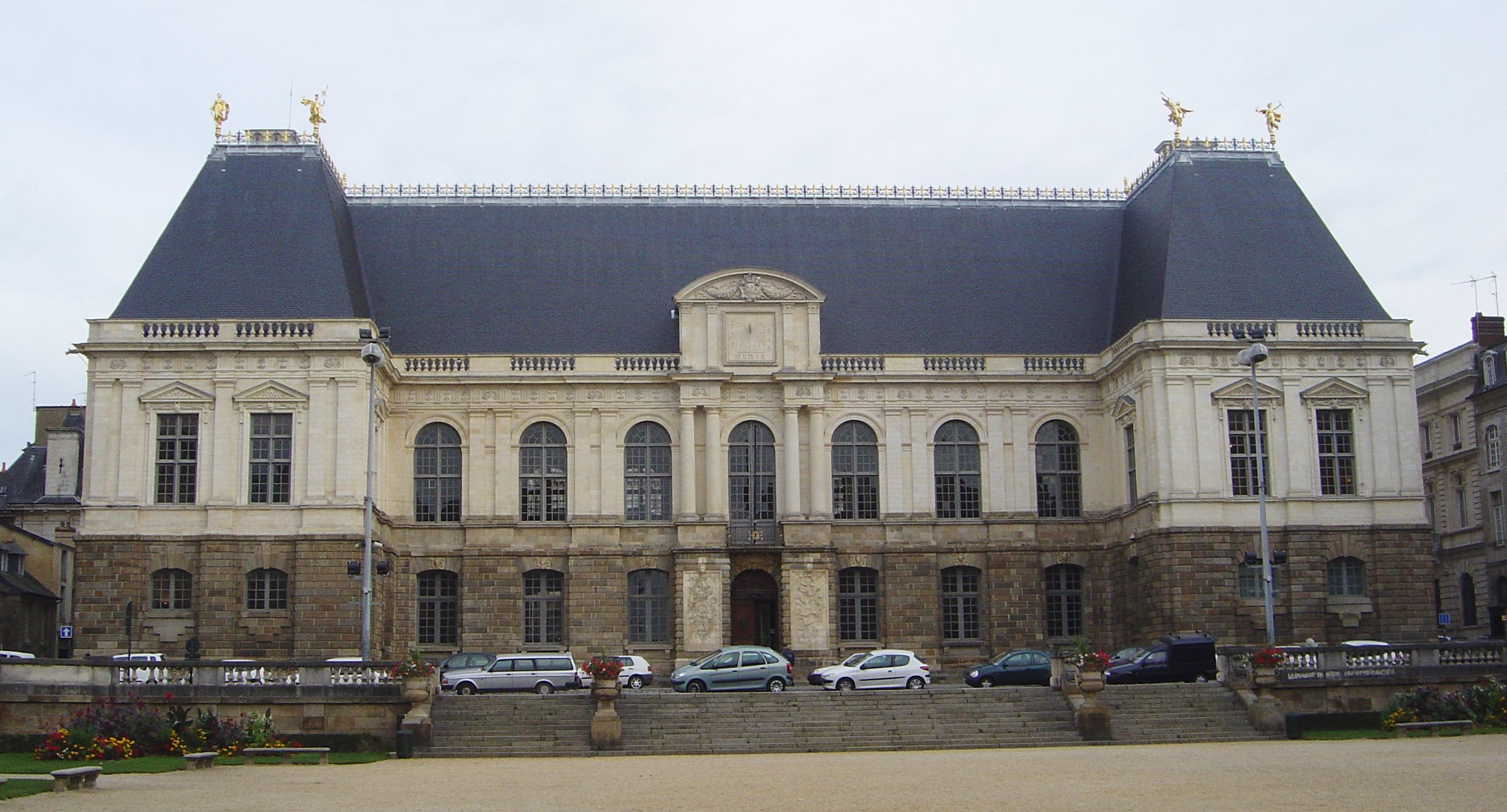
O Parlamento da Bretanha, em Rennes(1618)

Salomon de Brosse (Verneuil-en-Halatte, 1571 — Paris, 9 de dezembro de 1626) foi o mais influente arquiteto francês do começo do século XVII, a maior influência de François Mansart.
Descendente de uma família huguenote, era filho e neto de conhecidos arquitetos. Mudou-se para Paris em 1598 e foi promovido a arquiteto da corte em 1608.
Sua obra maior foi o Palácio do Luxemburgo, construido para Maria de Médici, e embora ele não tenha trabalhado até o fim, seus projetos foram seguidos fielmente. Mesmo uma restauração e novas construções adicionadas no século XIX não descaracterizaram sua obra.

## Outras obras
- Castelo de Montceaux

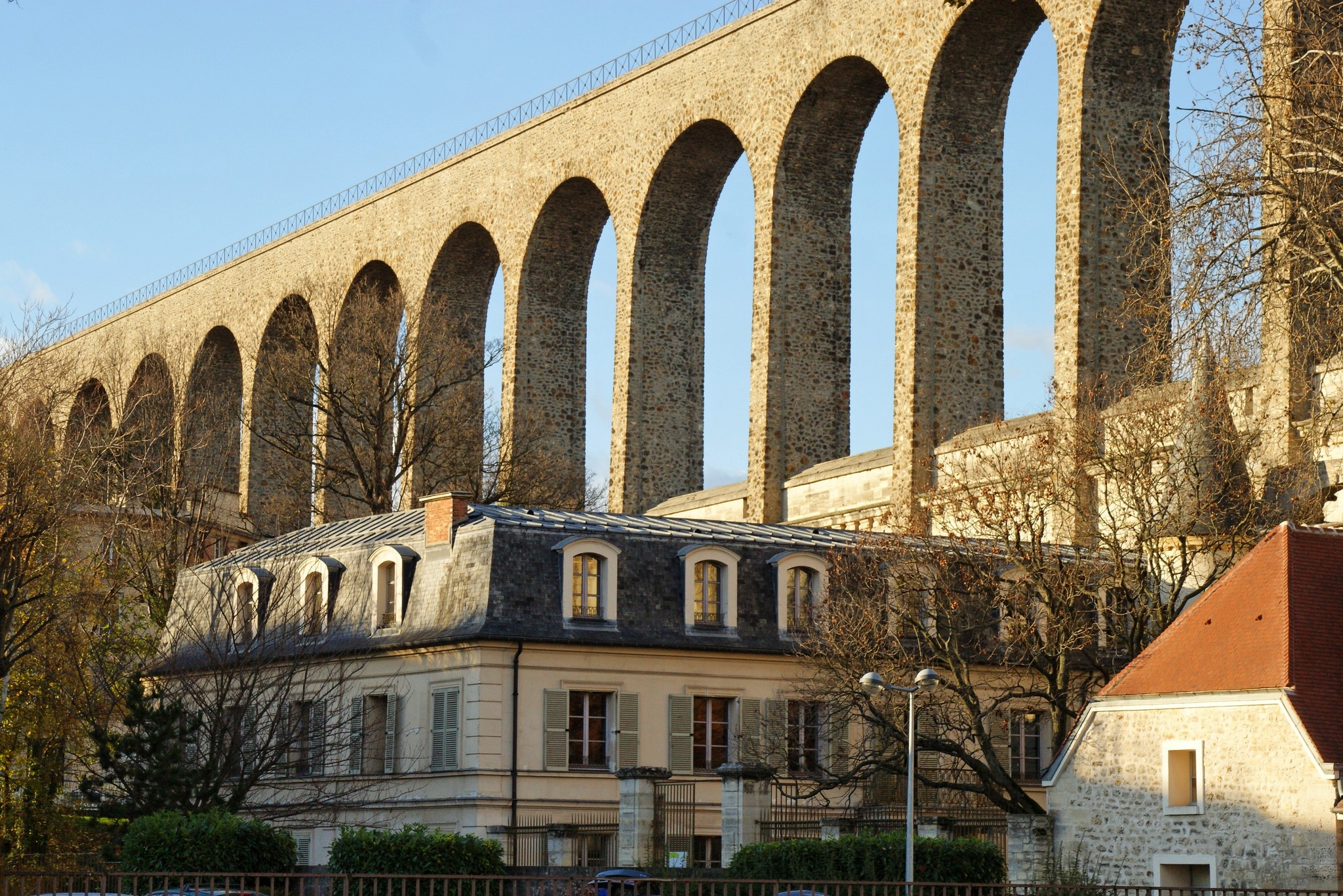
Arqueduto de Arcueil

- Castelo de Coulommiers-en-Brie (1612–15)
- Fachada da Igreja  Saint-Gervais, Paris (1615-1621)
- O Palácio do Luxemburgo, Paris (1615-1624)
- O Parlamento da Bretanha, em Rennes (1618), atualmente o Palácio da Justiça de Rennes
- O Arqueduto de Arcueil (1624)
- O Castelo de Blérancourt (c. 1619)